# Mélicocq
Mélicocq település Franciaországban, Oise megyében. Lakosainak száma 791 fő (2022. január 1.). Mélicocq Chevincourt, Giraumont, Longueil-Annel, Machemont, Marest-sur-Matz, Thourotte és Villers-sur-Coudun községekkel határos.

## Népesség
A település népességének változása:
| Lakosok száma | 676  | 706  | 739  | 740  | 756  | 772  | 792  | 790  | 791  |
|               | 2013 | 2015 | 2016 | 2017 | 2018 | 2019 | 2020 | 2021 | 2022 |